# Линейные корабли типа «Вайоминг»
Линейные корабли типа «Вайоминг» (англ. Wyoming) — тип линкоров флота США. Построено две единицы: «Вайоминг» и «Арканзас» (англ. Arkansas).
Четвёртая серия американских дредноутов. Являлись развитием типа «Флорида». При проектировании рассматривались варианты вооружения 356-мм и 305-мм орудиями. Но, побоявшись, что новое 356-мм орудие не будет готово вовремя, конструкторы решили использовать 305-мм 50-калиберные орудия. По сравнению с предшественниками новые линкоры получили ещё одну башню главного калибра, и общее количество 305-мм орудий, таким образом, было доведено до двенадцати. Бронирование и скорость остались на уровне предшественников.
Линкоры типа «Вайоминг» участвовали в Первой мировой войне в составе «американской эскадры» Гранд-Флита. «Вайоминг» по результатам Лондонского морского соглашения 1930 года был переделан в учебный корабль. А «Арканзас», пройдя ряд модернизаций, стал самым старым линкором, принявшим участие во Второй мировой войне.
После войны «Вайоминг» был списан и разделан на металл, а «Арканзас» был потоплен во время ядерных испытаний на атолле Бикини.

## История разработки
При разработке проекта нового типа линкоров встал вопрос о выборе орудий главного калибра. Стало известно что британцы на своих дредноутах готовятся к переходу на 343-мм калибр. А немцы, несмотря на удачное 280-мм орудие, готовились перейти на орудия калибром 305 мм. Тому была одна веская причина. Благодаря быстрому прогрессу систем управления артиллерийским огнём дистанции боя постоянно росли. Cнаряд большего калибра имел большую массу и медленнее тормозился при полёте в воздухе. В результате на большой дальности он имел большую скорость, чем лёгкий снаряд, и, соответственно, обладал большей пробивной способностью.
На очередной конференции в Ньюпорте ещё не существующее в металле 356-мм орудие было объявлено стандартом для будущих американских линкоров, и было высказано сожаление, что ещё на «Флориде» не было установлено 8 356-мм орудий. Считалось что будущие линкоры должны иметь 10 орудий калибром 356 мм, при этом их водоизмещение достигнет 25 000 тонн.
В декабре 1908 года в бюро вооружений флота США заявили, что разработка чертежей нового 356-мм орудия должна занять полгода. Ещё восемь месяцев должно было пойти на изготовление опытного образца. При этом опыт перехода на новую модель 305 мм 45-калиберного орудия показал, что при разработке могут возникнуть непредвиденные трудности, которые могут затянуть процесс разработки. В условиях, когда флоты других стран пристально следили за разработками потенциальных противников, допустить фальстарт и получить новые линкоры без орудий было недопустимо. На подобный риск пошли британцы, когда Уинстон Черчилль настоял на разработке линкоров «Куин Элизабет» с 381-мм орудиями.
Руководство флота США высказывало опасения из-за технических рисков перехода на новое орудие, поэтому бюро вооружений сразу предложило вариант разработки нового 50-калиберного 305-мм орудия. Работы над ним уже велись фирмой «Бэтлхейм Стил», и опытный образец должен был быть готов к испытаниям 15 июля 1909 года. Это давало экономию в разработке до полугода. А с учётом времени производства комплекта орудий хотя бы на один корабль «экономия времени» могла достигнуть 20 месяцев.
Были произведены экспертные сравнительные оценки трёх вариантов — старого 45-калиберного, нового 50-калиберного 305-мм орудий и нового 45-калиберного 356-мм орудия. Велось сопоставление по трём основным параметрам: скорость снаряда, точность огня и разрушительный эффект снаряда. Оценивалось действие снарядов на предполагаемой дистанции боя 7000—8000 метров.
Оценочная живучесть двух новых орудий была примерно одинакова — 150 выстрелов. При этом за счёт большей начальной скорости и более настильной траектории у орудия 305 мм/50 на дистанции 7320 м оценивалось 10-процентное преимущество в точности попаданий. Разрушительный эффект оценивался как 3 к 5 в пользу 356-мм снаряда. Интегральная оценка показала преимущество 7 к 9 в пользу 356-мм орудия. В пользу 356-мм орудий говорила и «концентрация мощи» — финансово выгоднее иметь меньшее количество более сильных кораблей. В пользу 305-мм орудия говорило большее количество орудий в залпе, что в теории давало большую вероятность попаданий. Все эти соображения привели к тому, что в противовес мнению Ньюпортской конференции бюро вооружений высказалось за более плавный переход к 50-калиберному 305-мм орудию. Тем не менее 26 августа 1908 года секретарь флота Виктор X. Меткалф приказал Бюро по конструированию и ремонту начать разработку корабля с 356-мм артиллерией.
В итоге Бюро конструирования и ремонтов вело проработку сразу трёх проектов — 8- и 10-орудийных линкоров с 356-мм орудиями (проекты 404 и 502 соответственно) и отложенный в 1906 году вариант с 12 305-мм орудиями (проект 601). Президент Теодор Рузвельт проявлял повышенный интерес к разработке новых линкоров, и результаты первых проработок ложились ему на стол. Чтобы сбалансировать защиту и вооружение, новый линкор должен был получить пояс и барбеты башен на дюйм толще. Проработка показала, что водоизмещение 8-орудийного линкора с 356-мм орудиями достигнет 24 000 т, а 10-орудийного варианта — 27 000 т, на 2000 т больше, чем расчёты на Ньюпортской конференции.
Бронирование по сравнению с предыдущим типом «Флорида» практически не изменилось, хотя по сравнению с 12-орудийным проектом 1906 года броневой пояс и барбеты башен были толще на один дюйм (25,4 мм). При этом продолжилась тенденция ограничения бронирования оконечностей — фактически в корме кроме броневой палубы со скосами, прикрывающей рулевые механизмы, была только тонкая полоска брони, соединяющая её с броневым поясом. Вся система бронирования должна была решать две основные задачи: поддержание живучести и плавучести корабля при попадании тяжёлых снарядов в район ватерлинии и поддержание при этом боеспособности благодаря защите жизненно важных систем корабля — башен, барбетов, боевой рубки.
Кроме роста стоимости, рост размеров приводил к тому, что 10-орудийный корабль мог вместить только новый сухой док на Гавайях, до которого было далеко и на котором не хватало заводского оборудования. Это приводило к проблемам при доковании и ремонтах. Поэтому президент приказал сосредоточиться на восьмиорудийном варианте. Вариант с 12 305-мм орудиями, шедший под номером 601, тоже не должен был вызвать проблем при эксплуатации.
30 декабря 1908 года на заседании Генерального совета было принято решение о строительстве новых линкоров по 305-мм варианту. Несмотря на требование Рузвельта строить корабли по четыре единицы для создания однородных дивизий, Конгресс 3 марта 1909 года выделил финансирование только на два корабля — под номерами 32 и 33. Разработка линкора с 356-мм орудиями не прекращалась. Чертежи 305-мм и 356-мм орудий были подписаны одновременно. Подчёркивалось, что следующая пара линкоров с 356-мм орудиями будет тактически однородна с новыми кораблями.

## Конструкция

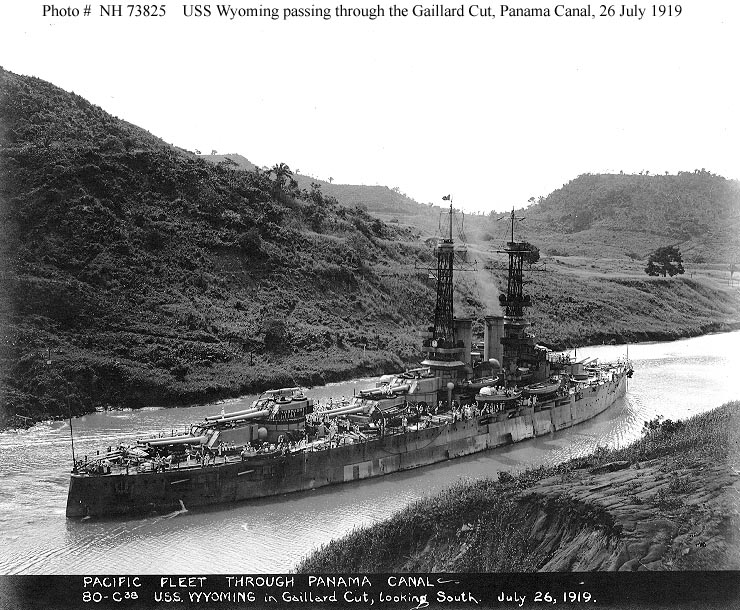
USS Wyoming проходит Панамским каналом

### Корпус
Линкоры типа «Вайоминг» за счёт шестой башни главного калибра были длиннее своих предшественников. От размещения орудий на срезе полубака решили отказаться из-за опасений забрызгивания и излишних напряжений корпуса. Поэтому корпус был сделан гладкопалубным с плавным подъёмом от кормы к носу. За счёт этого по сравнению с «Флоридой» орудия размещались на 1,2 метра выше от уреза воды.
Их длина достигла 171,3 м, а ширина выросла до 28,4 м. Осадка составила 8,7 м. Проектное нормальное водоизмещение достигло 26 000 длинных тонн, а полное — 27 240. Общий вес корпуса достиг 10 757,3 тонн. Метацентрическая высота при нормальном водоизмещении составляла 1,647 м, а при полном — 1,675 м.
Корабли имели один полубалансирный руль и четыре винта, которые вращались в одну сторону. За счёт этого радиус тактического разворота на 18 узлов при повороте влево составлял 475 м, а вправо — 540 м. Линкоры типа «Вайоминг» обладали достаточно хорошей мореходностью, но противоминная батарея, несмотря на более высокое расположение, всё равно страдала от заливания.
Экипаж по штату мирного времени состоял из 58 офицеров и 1005 матросов. В военное время, за счёт резервистов, он возрастал до 1594 человек. При использовании в качестве флагманского экипаж корабля мог достигнуть 1633 человек.

### Силовая установка
Оба корабля серии оснащались четырёхвальной установкой турбин Парсонса с прямой передачей на валы. Она размещалась между барбетами 4-й и 5-й башен главного калибра. Вес силовой установки составлял 2012,9 т. При проектной мощности в 28 000 л. с. корабли должны были развить скорость в 20,5 узлов. На испытаниях «Арканзас» развил мощность 28 787 л. с., достигнув скорости в 21,22 узла. Дальность хода оказалась неудовлетворительной. По проекту она должна была составить 6860 миль 10-узловым ходом. Фактически при чистом днище 12-узловым ходом она составляла 6488 миль, а на 20 узлах — 2655 миль. При повседневной службе, из-за обрастания днища и износа силовой установки, дальность хода сокращалась до 5190 миль на 10 узлах. Существенного прогресса в этом вопросе удалось достигнуть только после послевоенной модернизации, когда наваренные були были использованы как дополнительные хранилища топлива.
Для выработки пара использовались 12 котлов «Babcock & Wilcox», размещённых по четыре в трёх отсеках. Основным топливом был уголь, максимальный запас которого составлял 2698,8 т. Кроме того, применялся впрыск нефти, запас которой составлял 458 т.
Электроэнергию вырабатывали четыре турбогенератора мощностью по 300 кВт.

### Бронирование
Бронирование было значительно увеличено — вес вертикального бронирования составил 6935 т. Броневая палуба с подкреплениями весила 1215,9 т, из них на бронирование сталью STS приходилось 685 т. Схема бронирования особых изменений по сравнению с предыдущими типами не претерпела, но была усилена в некоторых местах.
Главный броневой пояс имел длину 122 м и высоту 2,44 м. Он имел по длине постоянную толщину 279 мм по верхней кромке. У нижней кромки, находившейся под водой, он шёл со скосом, утончаясь до 229 мм. В оконечностях он замыкался 279-мм траверзами. Верхний пояс стал более толстым и имел толщину по нижней кромке 279 мм, утончаясь кверху до 229 мм. Каземат прикрывался поясом 165-мм толщины, замыкавшимся 165-мм траверзами.
В отличие от прошлых проектов уделили внимание противоосколочной защите дымоходов, опасаясь излишнего задымления в бою при их повреждении. Кроме броневого пояса, прикрывающего каземат, за орудиями противоминной батареи была установлена дополнительная переборка для улавливания осколков.
Главная броневая палуба была плоской и шла по верхней кромке главного броневого пояса. Она состояла из двух слоёв стали STS. В районе цитадели она имела толщину 57 мм (44 + 13 мм). Над погребами главного калибра она утолщалась до 76 мм (63 + 13 мм). В районе котельных отделений вблизи борта она имела толщину 7,62 мм. Над турбинами, между барбетами 4-й и 5-й башен, она также имела толщину 7,62 мм.
В носовой оконечности она имела толщину 25,4 мм (12,7 + 12,7 мм), в корме — 38 мм (25,4 + 12,7 мм). Вторая, батарейная палуба между 2-й и 6-й башнями состояла из двух слоёв STS толщиной 25,4 мм (12,7+ 12,7 ми), в районе каземата утолщаясь до 44 мм. Рулевые механизмы прикрывались двухслойной карапасной палубой толщиной 76 мм (63 + 13 мм).
Толщина барбетов башен главного калибра достигала 254 мм, в нижней части, в местах, перекрываемых друг другом, они утончались до 114 мм. Толщина брони самих башен по сравнению с «Флоридой» не изменилась — лобовая плита 305 мм, боковая — 203 мм. Задняя стенка была увеличена до 305 мм для компенсации веса более тяжёлых орудий. Толщина крыши составляла 76 мм. Стенки боевой рубки имели толщину 292 мм, а крыша выполнялась из 76-мм стали STS.
Толщина конструктивной противоторпедной защиты составляла в районе миделя 7,12 м. От борта шёл воздушный промежуток — так называемая расширительная камера. Затем шла угольная яма. Дальше, по всей длине от носового торпедного аппарата до кормового барбета башни главного калибра, шла переборка из 38-мм стали STS. По высоте она простиралась от второго дна до броневой палубы.
Бронезащита американских линкоров типов «Нью-Йорк», «Вайоминг» и «Невада», в особенности типа «Вайоминг», напоминала лоскутное одеяло, «сшитое» из материала разного качества, разных марок и производителей.

### Вооружение

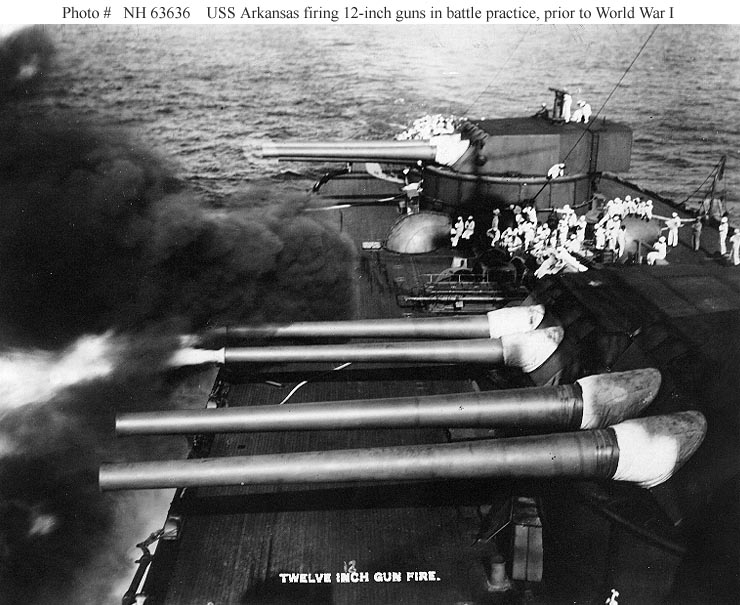
Кормовые башни главного калибра линкора «Арканзас»

Главное вооружение линкоров состояло из 12 305-мм орудий Мк7 с длиной ствола 50 калибров. Они размещались в шести двухорудийных башнях. Новое 305-мм орудие получилось на 3 тонны тяжелее предыдущего. При этом за счёт большей, чем у 45-калиберного, на 50 м/с начальной скорости бронепробиваемость тем же снарядом на дистанции в 9000 м возросла на 40 мм. В отличие от британского 50-калиберного аналога с менее жёстким скреплением ствола проволокой, американское орудие, скреплённое цилиндрами, не страдало от низкой точности стрельбы. Напротив, за счёт большей начальной скорости снаряда и более настильной траектории его полета, по сравнению с 45-калиберным орудием, точность стрельбы даже повысилась.
Первоначально орудие комплектовалось только бронебойным и полубронебойным (так называемым «коммоном») снарядами массой 394,6 кг. Заряд пороха массой 152,9 кг, размещённый в четырёх шёлковых картузах, придавал им начальную скорость в 884 м/с. Давление в канале ствола при выстреле равнялось 2760 кг/cм². Дальность стрельбы при угле возвышения в 15° при этом составила 21 950 м. Живучесть ствола составила около 200 выстрелов полным зарядом. Первоначально давление в канале ствола планировалось сделать больше, с приданием бронебойному снаряду начальной скорости в 899 м/с. Но для повышения живучести ствола решили уменьшить заряд и ограничиться начальной скоростью в 884 м/с. В 1915 году полубронебойные снаряды были сняты с вооружения. А в 1942 году в состав боекомплекта «Арканзаса» вошёл фугасный снаряд массой 335,7 кг. За счёт меньшей массы он имел большую начальную скорость — 914 м/с.
Были спроектированы новые башни Mark 9, позволявшие осуществлять заряжание при любом угле возвышения орудий. Это привело к росту водоизмещения на 387 тонн. Было предложено сэкономить 73 тонны на противоторпедных сетях, которые по факту и так не устанавливались на американских линкорах, а на европейских к началу Первой мировой от них тоже отказались из-за опасений наматывания повреждённых в бою сетей на винты. Ещё 88 тонн сэкономили на противоосколочном бронировании. Остальной вес пришлось компенсировать за счёт резерва водоизмещения под модернизации.
Боезапас орудий главного калибра составлял по 100 снарядов на ствол. Часть снарядов для компенсации веса более длинных орудий хранилась в кормовой части башни. Часть снарядов хранилась вне снарядного погреба внутри вращающейся части башни, что затем стало использоваться на всех последующих линкорах.
Противоминная артиллерия состояла из 21 127-мм 51-калиберного орудия Mark 7. При размещении противоминной артиллерии учли опыт похода Великого белого флота. На Ньюпортской конференции высказывались соображения в пользу размещения орудий в незащищённых надстройках и на крышах башен. Это обеспечивало меньшую заливаемость в свежую погоду. Также считалось, что атаки миноносцев следует ожидать ночью, а поэтому в течение дневного боя желательно, чтобы снаряды проходили защиту противоминной батареи навылет без разрыва. Иначе удачным попаданием одного снаряда можно было вывести из строя все 10 близко расположенных в каземате орудий. С другой стороны, отсутствие защиты приводило к тому, что их могли вывести из строя даже орудия миноносцев. В пользу размещения орудий в каземате говорила более удобная подача снарядов. Не найдя оптимального решения, было принято половинчатое. 10 орудий было размещено в бронированном каземате, ещё 4 в носу и 5 в корме также на батарейной палубе, но уже без защиты. Ещё два орудия стояло открыто на палубе по бокам броневой рубки.
Кормовое орудие имело очень неудачные сектора обстрела, хотя это было лучше, нежели заложенные по проекту два кормовых орудия на верхней палубе, поверх которых в кормовом секторе должны были стрелять орудия главного калибра.

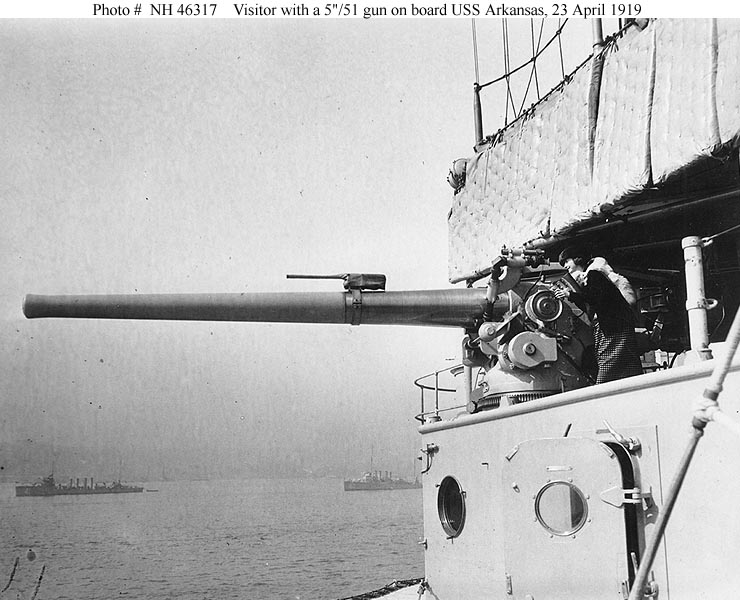
127-мм орудие Mark 7 на борту «Арканзаса»

Орудия Mark 7 имели ручное картузное заряжание. Оснащались тремя типами снарядов — бронебойным, полубронебойным и фугасным. Заряд пороха в 11,1 кг придавал 22,7-кг снаряду очень высокую начальную скорость — 960 м/с. Высокая скорость обеспечивала настильную траекторию и хорошую бронепробиваемость. Орудие обладало высокой скорострельностью — 8—9 выстрелов в минуту. Орудия монтировались на установках Р13, обеспечивавших углы вертикального наведения в пределах от —10° до +15°. При максимальном угле возвышения максимальная дальность составляла 12 850 м. Боезапас кораблей составлял 240 снарядов на орудие.
В течение Первой мировой войны корабли получили 2—4 зенитных 76-мм 50-калиберных орудия, а вскоре после войны ещё 2—4. Также в состав вооружения входили 8 пулемётов калибра 7,62 мм.
Торпедное вооружение состояло из двух бортовых 533-мм торпедных аппаратов.
| Орудие                               | 12"/50 Mark 7                        | 12"/50 Mark 7                        | 5"/51 Mark 7 |
| ------------------------------------ | ------------------------------------ | ------------------------------------ | ------------ |
| Год начала эксплуатации              | 1912                                 | 1912                                 | 1911         |
| Калибр, мм                           | 305                                  | 305                                  | 127          |
| Длина ствола, калибров               | 50                                   | 50                                   | 51           |
| Скорострельность, выстрелов в минуту | 2—3                                  | 2—3                                  | 8—9          |
| Углы склонения                       | −5°/+15° −5°/+30° после модернизации | −5°/+15° −5°/+30° после модернизации | −10°/+15°    |
| Тип заряжания                        | картузное                            | картузное                            | картузное    |
| Тип снаряда                          | бронебойный                          | фугасный                             | бронебойный  |
| Вес снаряда, кг                      | 394,6                                | 335,7                                | 22,7         |
| Начальная скорость, м/с              | 884                                  | 914                                  | 960          |
| Максимальная дальность стрельбы, м   | 21 950                               | 21 850                               | 12 850       |
| Боезапас, снарядов на орудие         | 100                                  | 100                                  | 240          |

## Модернизации

### Межвоенные модернизации
Для того чтобы приблизить к одному уровню характеристики оставшихся в строю после Вашингтонского соглашения линкоров, проводилась их реконструкция, в первую очередь угольных. Первыми её прошли линкоры типа «Флорида». В 1925—1927 годах очередь дошла и до линкоров типа «Вайоминг». На них выполнялись приблизительно те же работы, что и на «Флориде». По бортам были наварены противоторпедные були, из-за чего линкоры лишились торпедных аппаратов. Общая ширина корпуса стала предельной для прохождения Панамским каналом величины — 32,3 м. Общая глубина противоторпедной защиты составила 9 м. Були были несколько отличной от «Флориды» конструкции. Они были у́же, так как изначальная ширина «Вайоминга» была больше. Були делились вертикальной и горизонтальной переборками на четыре части. Они не использовались для хранения топлива и были пустыми, играя роль расширительной камеры. Как и на «Флориде», они были сделаны из тонкого листового металла, поэтому впоследствии их пришлось укреплять.
Угольные ямы были использованы для хранения нефти. Нормальный запас топлива составлял 3786 т, а полный — 5543 т. Нормальное водоизмещение при этом составило 27 900 т, а полное — 29 000 т. 12 угольных котлов заменили на 4 нефтяных «White-Foster». Благодаря замене котлов и вида топлива дальность 10-узловым ходом возросла до 14 000 миль, а 18-узловым — до 7000 миль. Паропроизводительность котлов увеличилась, и с той же машинной установкой «Вайоминг» выдал на испытаниях 43 187 л. с., достигнув скорости 21,41 узла. Как и у остальных модернизированных линкоров, управляемость несколько ухудшилась. Диаметр циркуляции на 12-узловом ходу составил 575 м.
Мощность всех четырёх турбогенераторов была увеличена с 300 до 400 кВт. Дымоходы свели в одну трубу, за счёт чего поменялся силуэт корабля. Ажурная грот-мачта гиперболоидной конструкции была заменена на лёгкую треногую с наблюдательными постами и прожекторными площадками, установленную между 4 и 5 башнями главного калибра. Второй главный пост управления огнём был перенесён в специально для этого сделанную надстройку за дымовой трубой. На крыше третьей башни была установлена пороховая катапульта. Между трубой и башней разместили три гидросамолёта, которые обслуживались шлюпочными кранами.
Было значительно усилено горизонтальное бронирование листами из стали STS. На второй палубе над погребами поверх двух слоёв броневых плит по 13 мм были добавлены два слоя по 44 мм. Над котлами были добавлены два слоя — 30 и 44 мм. Такие же плиты были уложены на защищённые двумя слоями 7,62-мм брони участки над котельными отделениями вблизи борта. Над машинами были установлены три слоя — 19 + 44 + 44 мм. Фактически вторая броневая палуба превратилась в главную. А главная стала противоосколочной.
На третьей палубе в нос от цитадели были уложены два слоя по 44 мм. В корму от цитадели на ней был уложен один слой плит толщиной 44 мм, в дополнение к имевшемуся слою в 7,62 мм. Плитами толщиной 44 мм усилили также крыши башен главного калибра и боевой рубки.
Были модернизированы системы управления огнём. Были установлены два 20-футовых (6,1 м) дальномера на крышах башен № 1 и № 5, так как в самих башнях для них не было места. На надстройке, по бокам носовой ажурной башни, были установлены два директора управления огнём противоминной артиллерии, по образцу британских фирмы «Виккерс». Было установлено новое радио и радиопеленгаторное оборудование.
Противоминная артиллерия состояла из 16 127-мм орудий. На старых позициях остались четыре кормовых (центральное было снято) и 4 последних в центральном каземате. На верхней палубе был устроен каземат, выходящий в виде спонсонов за борт. В нём размещалось по три орудия с каждого борта. Ещё два орудия остались стоять открыто на надстройке по бокам от боевой рубки. На крыше казематов было установлено по 4 зенитных 76-мм орудия с каждого борта. Количество 7,62-мм пулемётов довели до 8.
После модернизации экипаж составлял 65 офицеров и 1177 матросов.

### Переделка «Вайоминга»
По результатам Лондонской морской конференции он подлежал частичному разоружению и превращению в учебно-боевой корабль. С 21 мая 1930 по 1 июля 1931 года были проведены работы по демонтажу установленных булей, боевой рубки, бортовой брони. Был демонтирован котёл № 1, в результате чего номинальная мощность упала до 20 000 л. с., а максимальная скорость до 18 узлов. Были демонтированы 3-я, 4-я и 5-я башни.
Ещё одна модернизация «Вайоминга» была проведена уже во время Второй мировой войны, в 1944 году. Были сняты все 305-мм орудия и установлено зенитное вооружение для проведения испытаний и обучения зенитных расчётов. За время его службы состав зенитного вооружения постоянно менялся и к окончанию войны состоял из 3 двухорудийных установок 127 мм/38 орудий. По левому борту стояли 4 127-мм открытых одиночных установки. По правому борту были расположены одна двухорудийная и две одноорудийные башни 127 мм/38 орудий. Также по правому борту находилось 4 открытых одноствольных установки 76-мм орудий. В состав вооружения также входили 1 счетверённый, 3 спаренных и 2 одинарных 40-мм/56 «Бофорса». 20-мм автоматы «Эрликон», как и 12,7-мм пулемёты, легко монтировались и снимались, поэтому их состав постоянно менялся. Так, число «Эрликонов» менялось от 8 до 15 штук.

### Модернизации «Арканзаса» в период Второй мировой войны
«Арканзас» остался в строю и до конца своей службы сохранил все 12 305-мм орудий. Во время первой крупной модернизации с 6 марта по 26 июня 1942 года заменили оставшуюся ажурную мачту на треногую. Углы возвышения орудий главного калибра увеличили до 30°. Была модернизирована система управления артиллерийской стрельбой, установлены радары SK, SG и SC, артиллерийский радар FC Мк3. На верхней палубе, по бокам от кормовой мачты, установили дополнительно ещё два 76-мм полуавтомата. Вместо 2 127-мм орудий, стоявших по бокам боевой рубки, установили два «чикагских пианино» — четырёхствольных 28-мм зенитных автомата. Ещё две такие же установки поместили на крыше каземата противоминной артиллерии вместо двух 76-мм орудий. Ещё четыре «чикагских пианино» установили в сентябре и декабре — два у основания кормовой мачты и ещё два на верхней палубе у кормового среза. В разных местах было установлено 30 20-мм «Эрликонов».
Чтобы снизить увеличившуюся перегрузку, были демонтированы все 8 127-мм орудий ниже верхней палубы и оставлены только шесть в среднем каземате. Вместо большинства шлюпок и катеров были установлены спасательные плоты. Для наблюдения за воздухом увеличили количество мостиков, укрытых фальшбортом с противопульным бронированием.
Переделки вылились в рост полного водоизмещения до 31 000 т. Экипаж военного времени увеличился до 1330 человек.
После ремонта корабль действовал в атлантических водах, получив камуфляжную схему окраски Ms22, затрудняющую прицеливание подводным лодкам. В 1944 году она была заменена на «разбивающую» схему окраски Ms31a/7b, в виде контрастных полос с чёткими границами.
«Чикагские пианино» оказались достаточно капризными в эксплуатации, поэтому были заменены в апреле — мае 1943 года на счетверённые 40-мм «Бофорсы» с наведением от индивидуальных постов управления. Вместо четырёх одноствольных установили две счетверённые установки «Эрликонов».

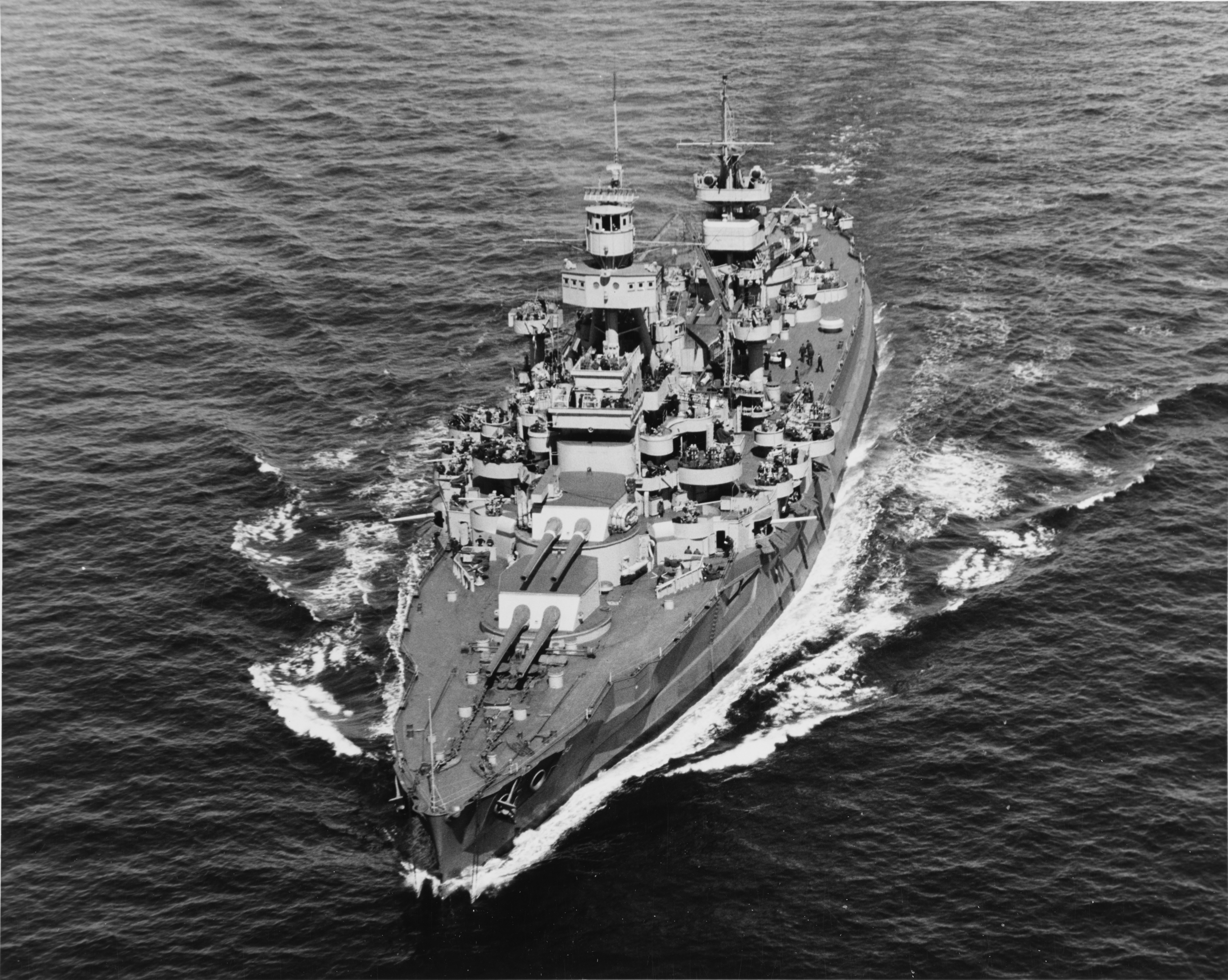
Линейный корабль «Арканзас» в 1944 году

После возвращения из Европы осенью 1944 года, перед отправкой на Тихий океан, с 14 сентября по 7 ноября была проведена ещё одна крупная модернизация. Количество счетверённых «Бофорсов» довели до 9. Количество одиночных «Эрликонов» увеличили до 28 стволов (всего с счетверёнными — 36 стволов). Число 76-мм орудий довели до 12.
Был установлен второй радар SG, а радар SK перенесён на фок-мачту. Для управления 76-мм орудиями, которые со снарядами с временным взрывателем оказались идеальными для борьбы с камикадзе, были установлены два радарных автомата стрельбы — один на носовой надстройке, второй на верхней площадке кормовой мачты, на место радара SK. В очередной раз увеличена площадь мостиков для наблюдения за воздухом.
Водоизмещение опять возросло, в результате чего скорость полного хода упала до 19,2 узла. Численность экипажа возросла до 1650 человек. Корабль получил тихоокеанскую раскраску Ms 21, затрудняющую обнаружение с воздуха. В таком виде «Арканзас» прослужил до окончания войны.

## Служба
| Название             | Верфь                             | Закладка       | Спуск на воду  | Вступление в строй | Судьба                                                          |
| -------------------- | --------------------------------- | -------------- | -------------- | ------------------ | --------------------------------------------------------------- |
| USS Wyoming (BB-32)  | William Cramp and Sons            | 9 февраля 1910 | 25 мая 1911    | 25 сентября 1912   | списан 1 августа 1947                                           |
| USS Arkansas (BB-33) | New York Shipbuilding Corporation | 25 января 1910 | 14 января 1911 | 17 сентября 1912   | 25 июля 1946 потоплен подводным ядерным взрывом у атолла Бикини |

### BB-32 «Вайоминг»
Линейный корабль «Вайоминг» (№ 32) был заложен 9 февраля 1910 года на верфи «Уильям Крамп и Сыновья» в Филадельфии, спущен на воду 25 мая 1911 года, передан флоту 25 сентября 1912 года. C 6 октября 1912 года проходил довооружение на верфи «Нью Йорк Нави ярд» и 30 декабря присоединился к флоту.
На нём свой флаг поднял командующий Атлантическим флотом контр-адмирал Чарльз Дж. Бэджер. С 6 января 1912 года включился в обычную для американских линкоров службу — походы и учения в Карибском заливе и у восточного побережья США.
С 26 октября 1913 года по 7 января 1914 года совершил поход в Средиземное море, посетив Ла-Валлетту, Неаполь и Вилльфранш. Весной 1914 года вышел в поход к побережью Мексики, участвовал в оккупации Веракруса, вернувшись в США осенью.
С началом войны в Европе служба линкора не изменилась. По результатам рассмотрения боёв в Европе на площадках шлюпочных кранов установлены два 76,2-мм зенитных орудия, а на топах мачт смонтированы восьмиугольные противоторпедные посты.
После вступления США в войну была сформирована 9-я дивизия линкоров, которая должна была войти в состав Гранд-Флита как 6-я эскадра. В неё кроме «Вайоминга» вошли «Нью Йорк», «Делавэр» и «Флорида». «Американская» эскадра принимала участие в боевых походах Гранд-Флита, но встретиться в бою с противником ей не довелось. После перемирия дивизия сопровождала Флот открытого моря, идущий на интернирование. Приняв участие в качестве эскорта прибывшего в Европу американского президента Вудро Вильсона 25 декабря 1918 года «Вайоминг» вернулся в США.
В 1919 году были сняты пять 127-мм орудий и модернизированы приборы управления артиллерийской стрельбой. 17 июля 1920 года линкор официально получил бортовой номер 32, в соответствии со своим порядковым номером. После этого перешёл на Тихий океан, где продолжил службу, посетив Чили и Перу.
В 1921 году вернулся на восточное побережье США. Летом 1924 года совершил поход в Европу. Весной и летом 1926 года находился на Тихом океане, приняв участие в крупных учениях. С 23 ноября 1925 года по 26 января 1926 года прошёл коренную модернизацию на верфи «Нью Йорк Нэви Ярд», во время которой были заменены котлы, наварены були, усилена горизонтальная защита и изменены состав и расположение вспомогательной артиллерии, модернизированы приборы управления артиллерийской стрельбой и установлены катапульта и три гидросамолёта.
После модернизации линкор вошёл в состав Резервного флота, став его флагманским кораблём. По результатам Лондонской конференции 1930 года «Вайоминг» был переоборудован в учебно-артиллерийский и получил бортовой номер AG-17. Были сняты три средних башни главного калибра, демонтированы були и главный броневой пояс, снят один из котлов с падением скорости до 18 узлов.
С этого времени корабль использовался для обучения кадет и резервистов. С началом Второй мировой войны корабль по примеру «Юты» был переоборудован в универсальный учебный. Для обучения расчётов зенитной артиллерии была установлена дополнительная зенитная артиллерия, состав которой в течение войны постоянно усиливался. Во время нападения японцев на Пёрл-Харбор корабль находился на атлантическом побережье и не пострадал.
Рассматривался вариант возвращения его в строй как полноценного линкора, но было принято решение оставить в качестве учебного корабля в связи с необходимостью обучения команд входящих в строй новых кораблей. Прошёл ещё несколько модернизаций, в процессе которых лишился носовой ажурной мачты, орудий главного калибра и 127-мм 51-калиберных орудий. Его надстройки и палуба были усеяны мешаниной из РЛС, зенитных орудий и систем их управления. К концу войны в состав его вооружения входили три типа 127-мм 38-калиберных установок с постами управления Mk 33 и Mk 38, 76-мм зенитными орудиями с автоматом стрельбы Mk 50, три типа 40-мм «Бофорсов» и постоянно менявшееся количество 20-мм «Эрликонов» и 12,7-мм пулемётов.
После окончания войны была принята обширная программа сокращений флота. Чтобы сберечь ещё относительно хорошо сохранившиеся линкоры типа «Нью Мексико», было принято решение «Вайоминг» заменить одним из них — ВВ-41 «Миссисипи». 11 июля 1947 года «Вайоминг» прибыл на верфь «Норфолк Нэви Ярд», где его экипаж перешёл на AG-128 «Миссисипи». «Вайоминг» 1 августа выведен из состава флота, а 16 сентября 1947 года исключён из списков флота и 30 октября продан на слом.

### BB-33 «Арканзас»
Линкор «Арканзас» (№ 33) был заложен 25 января 1910 года в Кэмдене, штат Нью-Джерси, на верфи «Нью Йорк шипбилдинг компани». Спущен на воду 14 января 1911 года и вошел в строй 17 сентября 1912 года после достройки на верфи «Филадельфия Нэви Ярд». Его командиром стал кэптен Рой С. Смит.
После вступления в состав Атлантического флота осенью 1912 года доставил на завершение строительства Панамского канала американского президента Уильяма Г. Тафта. После возвращения с президентом на родину, как и другие американские линкоры, включился в рутину боевой службы — участвовал в учениях у побережья Кубы и восточного побережья США, чередовавшихся с межпоходовыми ремонтами. С октября по ноябрь 1913 года посетил Неаполь. В начале 1914 года принял участие в оккупации американским флотом охваченного беспорядками во время гражданской войны мексиканского Веракруса.
Начавшаяся война в Европе не изменила размеренной службы «Арканзаса». Её влияние выразилось только в том, что во время межпоходовых ремонтов линкор получил четыре 76-мм зенитных орудия — два на крыше 5-й башни и два на площадках шлюпочных кранов. К концу войны он получил ещё четыре 76-мм зенитки, а на решётчатых мачтах были смонтированы восьмиугольные противоторпедные посты.
Вступление США в войну «Арканзас» встретил в составе 7-й дивизии линкоров. В июле 1918 года он был отправлен в британский Росайт, сменив в составе размещавшейся 6-й «американской» эскадры Гранд Флита «Делавэр». Участие его в войне выразилось лишь в нескольких выходах на боевое патрулирование. Встреча с германским флотом ограничилась сопровождением его на интернирование в Ферт-оф-Форт.
Вернувшись на родину, линкор прошёл модернизацию — была усилена броня крыш башен боевой рубки, модернизированы приборы и системы управления артиллерийским огнём. После нейтрализации опасности со стороны германского флота центр внимания флота США переключился на Тихий океан, где вызывала беспокойство активная политика Японии по экспансии в Китае, сопровождавшаяся строительством сильного флота. В 1919 году «Арканзас» был включён в состав Тихоокеанского флота.
В сентябре 1919 года «Арканзас» прошёл модернизацию на верфи «Пьюджет Саунд Нэви Ярд», во время которой были демонтированы 5 самых заливаемых 127-мм орудий. В мае 1920 года вернулся в состав Тихоокеанского флота, 17 июля 1920 года получив обозначение ВВ-33 и соответствующий бортовой номер.
В 1921 году вернулся на Атлантический флот, став его флагманом. В 1923 году посетил Копенгаген, а в 1924 году — Лиссабон и Гибралтар. Летом 1925 года посетил западное побережье США, участвовал в помощи жителям Санта-Барбары после произошедшего там землетрясения. По возвращении в Атлантику стал на длительный ремонт на верфи «Филадельфия Нэви Ярд».
Во время капитальной модернизации, как и на «Вайоминге», угольные котлы были заменены нефтяными, наварены противоторпедные були, усилено горизонтальное бронирование, сокращена до 16 стволов и перестроена батарея противоминных орудий, модернизированы радиооборудование и система управления артиллерийским огнём. На 3-й башне была смонтирована катапульта для 3-х гидросамолётов. Кормовая ажурная мачта была заменена короткой треногой с прожекторным мостиком, а второй пост управления артогнём был перенесён в надстройку позади дымовой трубы. Работы были завершены в ноябре 1926 года, после чего линкор вернулся к службе, совершая учебные походы в Европу, Карибское море, у восточного побережья США.
К концу 1930-х годов линкор морально устарел, оставаясь последним представителем линкоров с 305-мм артиллерией. На смену ему должны прийти новые строившиеся линкоры, но разразившаяся в Европе война заставила ещё послужить ветерана американского флота. США, формально пытаясь ограничить войну западным полушарием, ввели так называемый «нейтральный патруль» — патрулирование флотами стран Северной и Южной Америк Атлантики, с целью недопущения боевых действий. В этом патрулировании и конвоировании судов, идущих в Европу, принимал участие и «Арканзас». Летом 1941 года, когда США добились права оккупировать Исландию, он участвовал в доставке американских войск на остров.
Несмотря на то, что 7 декабря, в результате внезапного нападения японского флота на Пёрл-Харбор большая часть Тихоокеанского флота оказалась на дне, «Арканзас» оставался в составе Атлантического флота. На Тихий океан вернулись незадолго перед этим перемещённые в Атлантику три линкора типа «Нью Мексико» и вступавшие в строй новые линкоры.

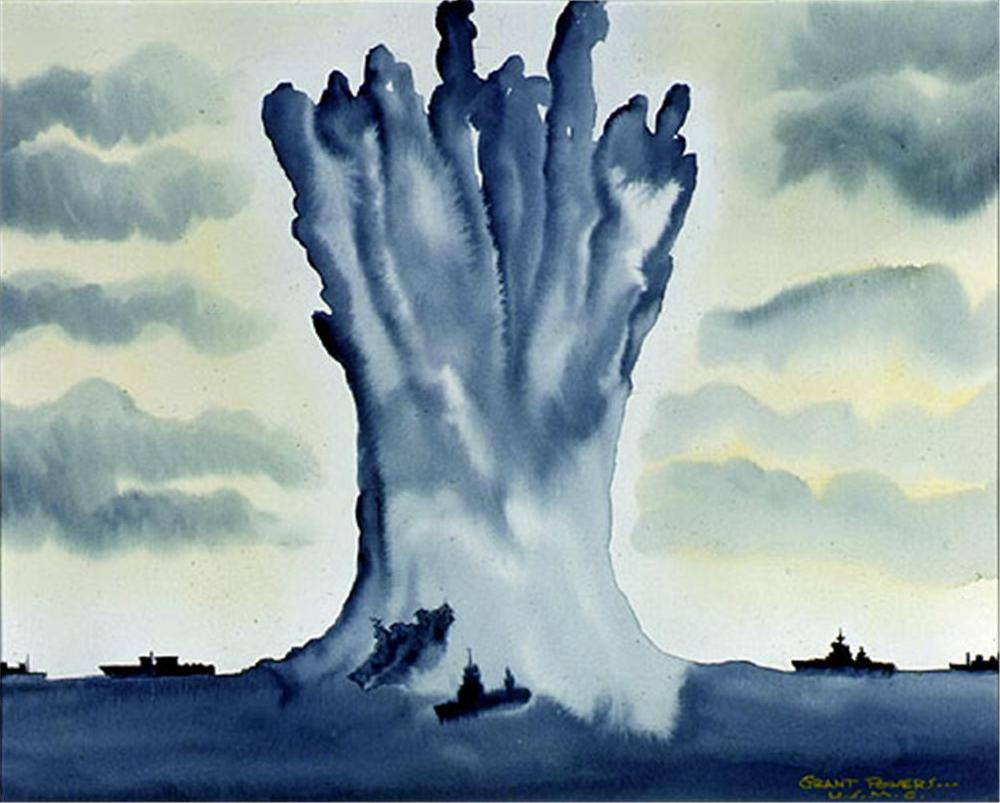
Испытание «Бэйкер». Подброшенный подводным взрывом «Арканзас». Акварель

С февраля по июль 1942 года «Арканзас» прошёл очередную модернизацию. Было усилено зенитное вооружение, осталось всего шесть 127-мм орудий, носовая ажурная мачта была заменена треногой, увеличен угол стрельбы орудий главного калибра с 15° до 30°.
В 1942—1943 годах линкор прикрывал конвои, шедшие с войсками для высадки в Северной Африке и на пути в Европу. В 1944 году «Арканзас» принял участие в высадке союзников в Нормандии. Именно его орудия в июне осуществляли артиллерийскую поддержку высаживающимся американским войскам на знаменитом участке «Омаха». В августе 1944 года ветеран своим огнём поддерживал высадку союзников в южной Франции.
В сентябре 1944 года он вернулся в США, где была проведена очередная модернизация. Было установлено новое радарное оборудование, и в начале 1945 года «Арканзас» перешёл в южную часть Тихого океана. Вместе с другими устаревшими линкорами оказывал артподдержку войскам при высадке на Иводзиме и Окинаве.
За время войны корабль получил четыре «боевых звезды». По окончании войны «Арканзас» участвовал в доставке американских войск на родину. Окончание войны сделало содержание в составе флота устаревшего линкора бессмысленным. В начале 1946 года линкор был выделен флотом для проведения операции «Перекрёсток» — испытания воздействия ядерного взрыва на корабли. В составе целого флота трофейных немецких и японских кораблей в качестве жертвы «Арканзас» прибыл на атолл Бикини. 1 июля был произведён первый воздушный взрыв — испытание «Эйбл», во время которого линкор практически не пострадал. Но во время второго подводного взрыва — испытания «Бэйкер» — он находился в 200—300 метрах от эпицентра взрыва и быстро пошёл на дно. «Арканзас» официально выведен из состава флота 29 июля 1946 года и вычеркнут из списков Военно-морского Регистра 15 августа 1946 года.

## Оценка проекта
Линкоры типа «Вайоминг» стали эволюционным развитием типа «Флорида». По сравнению с предшественниками они получили шестую башню главного калибра и более мощное 50-калиберное 305-мм орудие вместо 45-калиберного. В отличие от скреплённого проволокой британского 50-калиберного орудия, страдавшего от невысокой кучности из-за вибраций при выстреле, американское орудие было лишено этого недостатка. Скрепленное кольцами орудие за счёт большей начальной скорости имело более настильную траекторию и меньший разлёт снарядов. Из-за достаточно высокой начальной скорости живучесть орудия признавалась недостаточной.
Несмотря на возросший до двенадцати 305-мм орудий бортовой залп, самими американскими специалистами такое решение признавалось не оптимальным, и лишь отсутствие готового 356-мм орудия вынудило пойти на такой шаг. Германские линкоры типа «Кайзер» имели сравнимое с ними вооружение. А британские «Орионы», получившие 343-мм орудия главного калибра, стали первыми «сверхдредноутами». Вертикальное бронирование американского линкора было на уровне британского, но оба они по этому показателю уступали немецкому линкору. Горизонтальное бронирование американского линкора по результатам Первой мировой войны было признано недостаточным, и его пришлось усиливать при послевоенных модернизациях. Конструктивная противоторпедная защита американского линкора была одной из лучших и, по всей видимости, сравнима с отличной германской. Британская же система противоторпедной защиты значительно уступала им по глубине и эффективности.
По высоким стандартам американского флота дальность плавания «Вайоминга» признавалась недостаточной, хотя была и на уровне европейских линкоров. Эту ситуацию получилось значительно улучшить во время модернизации 1920-х годов, когда за счёт перехода на нефтяное отопление котлов и увеличения запаса топлива дальность плавания значительно возросла.
Американские линкоры обладали мощной противоминной батареей из хорошо зарекомендовавших себя 127-мм 51-калиберных орудий. Правда, несколько ухудшало данное положение их неудачное расположение, приводившее к заливанию орудий в свежую погоду. Попытка в 1919 году перейти на двухорудийные башни, расположенные на палубе, не удалась, поэтому этот недостаток остался до конца службы линкоров.
Как отмечали исследовавшие американские корабли британские специалисты, конструкция приводов башен на американских линкорах была несколько проще и надёжнее британской, но имела и недостаток в виде значительно большего количества ручных операций. Система стрельбы американских линкоров была достаточно совершенной, но несколько отличалась по конструкции от британской. В Первой мировой войне американским линкорам не довелось поучаствовать в бою, поэтому ответа на вопрос, какая из систем была более эффективной, нет.
Обитаемость экипажа на американских линкорах заслужила самых высоких оценок британских офицеров. Каюты были просторными и удобными. Даже младшие офицеры располагались в двухместных каютах. В столовой в распоряжении команды имелось всё, вплоть до автоматов с кофе и газировкой, холодильников с мороженым.
Хотя американские линкоры приняли ограниченное участие в Первой мировой войне, им не довелось поучаствовать в бою. Прочная конструкция и проведённые модернизации позволили «Арканзасу» принять участие во Второй мировой войне. Но к этому моменту он был уже морально устаревшим и несмотря на совершенную систему управления огнём не представлял особой боевой ценности, поэтому принимал участие только в сопровождении конвоев и обстреле берега.
|                                       | «Юта»                       | «Вайоминг»                  | «Орион»                               | «Кайзер»                           |
| ------------------------------------- | --------------------------- | --------------------------- | ------------------------------------- | ---------------------------------- |
| Закладка                              | 1909                        | 1909                        | 1909                                  | 1909                               |
| Ввод в строй                          | 1911                        | 1912                        | 1912                                  | 1912                               |
| Водоизмещение нормальное, т           | 22 174                      | 26 416                      | 22 555                                | 24 724                             |
| Полное, т                             | 23 400                      | 27 680                      | 26 284                                | 27 000                             |
| Тип СУ                                | ПТ                          | ПТ                          | ПТ                                    | ПТ                                 |
| Номинальная мощность, л. с.           | 28 000                      | 28 000                      | 27 000                                | 28 000                             |
| Проектная максимальная скорость, узл. | 20,75                       | 20,5                        | 21                                    | 21                                 |
| Дальность (миль)/на скорости (узл.)   | 6680 (10)                   | 6860 (10)                   | 6730 (10)                             | 7900 (12)                          |
| Бронирование, мм                      |                             |                             |                                       |                                    |
| Пояс                                  | 279                         | 279                         | 305                                   | 350                                |
| Палуба                                | 63                          | 63                          | 102                                   | 100                                |
| Башни                                 | 305                         | 305                         | 279                                   | 300                                |
| Барбеты                               | 254                         | 254                         | 254                                   | 300                                |
| Рубка                                 | 292                         | 292                         | 279                                   | 350                                |
| Схема размещения вооружения           |                             |                             |                                       |                                    |
| Вооружение                            | 5×2×305/45 16×1×127/51 2 ТА | 6×2×305/50 21×1×127/51 2 ТА | 5×2×343/45 16×1×102/50 4×1 47-мм 3 ТА | 5×2×305/50 14×1×150/45 8×1×88 5 ТА |

## Использованная литература и источники
1. ↑  Silverstone P.H. The New Navy. 1883—1922. — New York, USA: Routledge, 2006. — P. 12. — ISBN 978-0-415-97871-2.
2. ↑  Мандель, Скопцов. Линкоры США, 2002, с. 23—24.
3. ↑  Мандель, Скопцов. Линкоры США, 2002, с. 24.
4. 1 2 3  Мандель, Скопцов. Линкоры США, 2002, с. 25.
5. 1 2 3  Friedman, US Battleships, 1985, p. 86.
6. ↑  Мандель, Скопцов. Линкоры США, 2002, с. 25—26.
7. 1 2 3 4  Линкоры Второй мировой, 2005, с. 116.
8. 1 2 3 4  Friedman, US Battleships, 1985, p. 88.
9. 1 2 3  Мандель, Скопцов. Линкоры США, 2002, с. 26.
10. 1 2 3 4 5 6 7 8 9  Мандель, Скопцов. Линкоры США, 2002, с. 27.
11. 1 2 3 4 5 6  Линкоры Второй мировой, 2005, с. 117.
12. 1 2 3 4 5 6 7 8 9 10 11 12  Мандель, Скопцов. Линкоры США, 2002, с. 28.
13. ↑  Friedman, US Battleships, 1985, p. 90.
14. ↑  Чаусов. Сверхдредноуты «Нью Йорк» и «Техас», 2012, с. 40.
15. 1 2 3 4  DiGiulian, Tony. United States of America 12"/50 (30.5 cm) Mark 7 (англ.). www.navweaps.com. — Описание 305-мм орудий Mark 7. Дата обращения: 10 января 2013. Архивировано 22 января 2013 года.
16. ↑  Мандель, Скопцов. Линкоры США, 2002, с. 27—29.
17. 1 2  Friedman, US Battleships, 1985, p. 89.
18. 1 2  DiGiulian, Tony. United States of America 5"/51 (12.7 cm) Marks 7, 8, 9, 14 and 15 (англ.). www.navweaps.com. — Описание 127-мм орудий Mark 7, 8, 9, 14 и 15. Дата обращения: 8 октября 2012. Архивировано 20 ноября 2012 года.
19. 1 2  Мандель, Скопцов. Линкоры США, 2002, с. 28—29.
20. 1 2 3  Линкоры Второй мировой, 2005, с. 118.
21. 1 2  Мандель, Скопцов. Линкоры США, 2002, с. 29.
22. ↑  Мандель, Скопцов. Линкоры США, 2002, с. 28—30.
23. ↑  Мандель, Скопцов. Линкоры США, 2002, с. 30.
24. 1 2 3 4 5 6 7  Мандель, Скопцов. Линкоры США, 2002, с. 31.
25. 1 2 3 4 5 6 7 8 9  Линкоры Второй мировой, 2005, с. 119.
26. 1 2  Мандель, Скопцов. Линкоры США, 2002, с. 32.
27. 1 2 3 4 5 6 7 8 9 10 11  USS Wyoming (BB-32) (англ.). www.navy.mil. — История линкора «Вайоминг» по данным The Dictionary of American Naval Fighting Ships. Дата обращения: 9 января 2013. Архивировано 12 января 2013 года.
28. 1 2  Мандель, Скопцов. Линкоры США, 2002, с. 72.
29. ↑  Мандель, Скопцов. Линкоры США, 2002, с. 72—73.
30. 1 2  Мандель, Скопцов. Линкоры США, 2002, с. 73.
31. ↑  Мандель, Скопцов. Линкоры США, 2002, с. 74.
32. ↑  Мандель, Скопцов. Линкоры США, 2002, с. 75—76.
33. ↑  Мандель, Скопцов. Линкоры США, 2002, с. 77.
34. ↑  Мандель, Скопцов. Линкоры США, 2002, с. 77—80.
35. ↑  BB-32 USS WYOMING 1931 - 1947 (англ.). NavSource Online: Battleship Photo Archive. Дата обращения: 9 января 2013. Архивировано из оригинала 15 июня 2013 года.
36. ↑  Мандель, Скопцов. Линкоры США, 2002, с. 80—82.
37. ↑  Мандель, Скопцов. Линкоры США, 2002, с. 82.
38. 1 2 3 4 5 6 7 8 9 10 11  USS Arkansas (BB-33) (англ.). www.navy.mil. — История линкора «Арканзас» по данным The Dictionary of American Naval Fighting Ships. Дата обращения: 9 января 2013. Архивировано 12 января 2013 года.
39. 1 2  Мандель, Скопцов. Линкоры США, 2002, с. 83.
40. ↑  Мандель, Скопцов. Линкоры США, 2002, с. 84.
41. ↑  Мандель, Скопцов. Линкоры США, 2002, с. 84—85.
42. 1 2  Мандель, Скопцов. Линкоры США, 2002, с. 85.
43. ↑  Мандель, Скопцов. Линкоры США, 2002, с. 86—87.
44. ↑  Мандель, Скопцов. Линкоры США, 2002, с. 87—88.
45. ↑  Мандель, Скопцов. Линкоры США, 2002, с. 90.
46. ↑  Мандель, Скопцов. Линкоры США, 2002, с. 90—92.
47. ↑  Мандель, Скопцов. Линкоры США, 2002, с. 92—93.
48. ↑  Мандель, Скопцов. Линкоры США, 2002, с. 93—94.
49. 1 2 3  Мандель, Скопцов. Линкоры США, 2002, с. 98.
50. ↑  Мандель, Скопцов. Линкоры США, 2002, с. 96.
51. ↑  Мандель, Скопцов. Линкоры США, 2002, с. 43.
52. ↑  Мандель, Скопцов. Линкоры США, 2002, с. 78.
53. ↑  Friedman, US Battleships, 1985, p. 433.
54. ↑  Conway's, 1906—1921. — P.114
55. ↑  Conway's, 1906—1921. — P.28
56. ↑  Gröner, Erich. Die deutschen Kriegsschiffe 1815—1945. Band 1: Panzerschiffe, Linienschiffe, Schlachschiffe, Flugzeugträger, Kreuzer, Kanonenboote (нем.). — Bernard & Graefe Verlag, 1982. — P. 49. — 180 p. — ISBN 978-3763748006.